# Герероленд

Прапор Герероленду

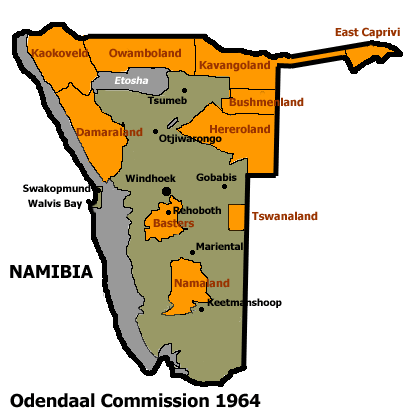
Бантустан Герероленд на сучасній карті Намібії

Герероленд (герерськ. Hereroland) - колишній бантустан часів апартеїда на північному сході сучасної Намібії. Був названий по імені народу гереро, що населяв територію бантустана.

## Історія
Його створення в 1968 році було результатом політики окремого розвитку чорношкірого населення, що уряд Південної Африки реалізував в рамках своєї системи апартеїду в період окупації та управління колишньої німецької колонії в Південно-Західній Африці.
Основною передумовою його створення було виділити ділянку землі, відведений для народу гереро, де вони могли б розвиватися в ізоляції від районів, зарезервованих для білих. В 1970 році він отримав адміністративну автономію з метою забезпечення самоврядування гереро.
З 1980 року й до скасування бантустана в 1989 році Герероленд був практично без грошей. Це змушувало народ гереро переходити межі бантустана і працювати на білих.
У 1989 році Герероленд, так само як і інші бантустани був скасований і включений до складу незалежної Намібії.

## Формування
Область займала площу 58997 кв.км, що робило його одним з найбільших бантустанів і до 1971 році мав населення 44 000 жителів. У Герероленді найпоширенішою мовою була мова гереро з родини мов банту.

## Нинішня ситуація
Нині колишній бантустан є територією Омахеке - однієї з провінцій сучасної Намібії і досі є батьківщиною народу гереро.

## Див. Також
- Бантустани
- Історія Південної Африки
- Апартеїд
- Намібія